# Bertalan Hajtós
Bertalan Hajtós, född den 28 september 1965 i Miskolc, Ungern, är en ungersk judoutövare.
Han tog OS-silver i herrarnas lättvikt i samband med de olympiska judotävlingarna 1992 i Barcelona.